# ADA (tampon)
Pour les articles homonymes, voir ADA.
ADA est le nom courant de l'acide N-(2-acétamido)iminodiacétique. C'est un composé zwitterionique faisant partie des tampons de Good, qui en a proposé le nom et l'usage en 1966. Son pKa de 6,62 à 20 °C présente un certain intérêt pour des applications en biochimie, certains de ses effets secondaires dans ce type d'applications ont été étudiés.